# Helpmates
Helpmates (br.: Ajudante Desastrado / Um amigo trapalhão (TV)) é um filme de comédia estadunidense de curta-metragem de 1932, dirigido por James Parrott. Foi produzido por  Hal Roach e estrelado por Laurel & Hardy.

## Elenco
- Stan Laurel...Stan Laurel
- Oliver Hardy...Oliver "Ollie" Hardy
- Blanche Payson...Madame Hardy
- Robert Callahan...Mensageiro
- Bobby Burns...vizinho no jardim

## Sinopse
A esposa de Oliver Hardy está de férias em Chicago deixando-o sozinho em casa, então ele aproveita para dar festas "selvagens" com muita jogatina e bebedeira. Ao acordar no dia seguinte da última festa, com a casa toda bagunçada, ele recebe um telegrama da esposa avisando que ela chegará em poucas horas. Alarmado, ele liga para o amigo Stan (que não viera para a festa por ter sido mordido por um cão) e lhe pede que arrume a casa enquanto ele se veste para se encontrar com a esposa. Mas as roupas que Oliver apanha no armário são sistematicamente destruídas ou sujas por trapalhadas dele e de Stan que iniciara a arrumação provocando muitos desastres. Sem alternativas, Ollie sai de casa vestindo uma roupa cerimonial da Ordem Independente dos Antigos Camaradas (Odd Fellows Lodge) que inclui um chapéu de bico e uma espada, enquanto Stan fica para terminar a arrumação.

## Versão colorizada
Helpmates foi o primeiro filme em preto-branco a receber um processo de "colorização". Essa primeira experiência foi realizada em 1983, pela Colorization Inc., subsidiária do Hal Roach Studios, e exibida ao público numa convenção de 1984. A versão colorizada foi bem recebida e outro filme do estúdio recebeu esse processo - Way Out West de 1937, tendo sido distribuído em VHS através do selo Hal Roach Studios Film Classics. A versão colorizada de Helpmates foi distribuída ao público juntamente com The Music Box, em 1986. A tecnologia usada no primeiro filme era inferior a outras subsequentes e as disponíveis atualmente. Além disso, foram cometidos vários erros de continuidade e escolha de cores berrantes.
Muitos filmes de Laurel e Hardy foram colorizados. As críticas mais significativas foram em relação a cenas alteradas ou completamente suprimidas. A primeira mudança mais notável em Helpmates é quando mostra a confusão na casa de Ollie, condensada dentro de quadros congelados. Também a conversa no telefone entre Stan e Ollie foi grandemente editada. A edição mais controversa é da cena em que Ollie que procurava por um lenço bate a cabeça na gaveta do armário que Stan deixara aberta. A versão colorizada foi registrada para fins de direitos autorais em 1986, apesar de ter sido completada em 1984.

## Citações
- Stan (to Ollie): "What do you think I am? Cinderella? If I had any sense, I'd walk out on you!".
- Ollie: "Well, it's a good thing you haven't any sense!"
- Stan: "It certainly is!"

Tradução livre
- Stan (para Ollie): "Quem você acha que eu sou? Cinderela? Se eu tivesse algum senso não andaria mais com você!".
- Ollie: "Bem, é uma boa coisa você não ter qualquer senso!"
- Stan: "Isso mesmo!"